# Tieum
Tieum, настоящее имя Матье Фрунье - французский продюсер и диджей, в основном ориентированным на индустриальный хардкор. С 1992 года, в течение двух десятилетий, Фурнье стал участником международной хардкорной сцены, выступая на многих известных независимых лейблах, таких как Altern-Hate, Psychiatrik и Tcher-No-Beat, основателем которых он является, а затем на всемирно известных лейблах, таких как Masters of Hardcore, и Neophite Records с 2012 года. Его сверстники и поклонники сцены считают Фурнье одним из столпов французского и международного хардкора.

## Биография
Тиеум открыл для себя хардкор примерно в 92-м. Затем он начал диджеить и вместе с друзьями создал звуковую систему Psychiatrik. Вместе они организовывали множество рейвов вплоть до 96-го. В 1995 году он выпустил свою первую пластинку на Kanyar. За свою карьеру он управлял несколькими собственными лейблами, такими как Psykiatrik Records, Gobble Records, Tcher No Beat и Altern-Hate. На его звучание повлияли ранние голландские саунды, но благодаря новым техникам и сохранению типичной "французской жесткости", его звучание является уникальным и прогрессивным.
В 2004 году он выпустил свой первый альбом I've Got Nothing to Lose на французском лейбле Psychik Genocide. В 2005 году он выпустил микс вместе с итальянским композитором Unexist в альбоме Darkcore 9 - Thesssionsoftheunexpected, хорошо принятый на (Partyflock с оценкой 75 из 100). Он выпустил еще один микс в альбоме A Nightmare Outdoor Symp.toms vol. 2., наряду с The Outside Agency, и снова альбом был хорошо принят на Partyflock с рейтингом 81 из 100. В 2007 году Фурнье выпустил свой третий альбом Not Design For You, в который вошли сэмплы звуков таких групп и исполнителей, как Metallica и Run DMC; альбом получил 60 баллов из 100 на Partyflock. Фурнье также участвовал в фестивале Ground Zero в 2008 году. В марте 2007 года он основал новый лейбл под названием AfterMatch.
В 2012 году он подписал контракт с легендарным голландским лейблом Neophyte Records на выпуск мини-альбома под названием Vulgar Display of Power в сотрудничестве с Neophyte, Angerfist и Partyraiser. Фурнье принял участие в начале 2014 года, по случаю выхода нового альбома Radium Excess Overdrive, в организованном одноименном вечере. В том же году он вместе с Re-Style принял участие в миксе Project Hardcore.

## Дискография
- 2004 - I've Got Nothing to Lose (Psychik Genocide; альбом)
- 2004 - Shake Dat Ass (Psychik Genocide; альбом)
- 2007 - Not Design For You (AfterMatch; альбом)
- 2012 - Vulgar Display of Power (Neophyte Records, ЕР)